# 웨이크필드 (영화)
《웨이크필드》(영어: Wakefield)은 2016년 공개된 미국의 드라마 영화이다. E. L. 독터로의 동명 단편 소설이 원작이며, 로빈 스위코드가 감독, 각본을 맡았다. 브라이언 크랜스턴, 제니퍼 가너 등이 출연하였다.

## 출연진
- 브라이언 크랜스턴[1]
- 제니퍼 가너[2]
- 베벌리 디앤절로
- 제이슨 오마라
- 이언 앤서니 데일
- 엘러리 스프레이베리
- 트레이시 월터

## 제작
2015년 11월 11일, 로빈 스위코드는 너새니얼 호손의 단편 소설 〈웨이크필드〉(Wakefield)에서 영감을 받은 E. L. 독터로의 동명 단편 소설이 원작인 드라마 영화를 감독한다고 발표하였다. 모킹버드 픽처스의 보니 커티스와 줄리 린이 제작을 맡고, 엘리엇 웨브가 공동 제작자로 참여한다고 발표되었다.
본 촬영은 2015년 11월 30일부터 캘리포니아주 패서디나에서 시작되었고, 2016년 1월 8일 촬영이 종료되었다.